# Ормасабаль, Патрисио
Луис Патрисио Ормасабаль Мосо (исп. Luis Patricio Ormazabal Mozo; род. 12 февраля 1979, Курико, Чили) — чилийский футболист, выступавший на позиции полузащитника. Известен по выступлениям за «Универсидад Католика» и сборной Чили. Участник Олимпийских игр 2000 года в Сиднее.

## Клубная карьера
Ормасабаль начал карьеру в клубе «Универсидад Католика». В 1997 году он дебютировал за основной состав в чилийской Примере. В составе команды он дважды стал чемпионом Чили. За шесть сезонов в «Универсидад Католика» Патрисио провёл более 150 матчей в чемпионате и был вторым капитаном команды. В 2003 году он перешёл в аргентинский «Сан-Лоренсо», где воссоединился со своим партнёром по «Католике» Нестором Горосито. По окончании сезона Патрисио перешёл в «Арсенал» из Саранди, а спустя ещё полгода вернулся на родину, став футболистом «Универсидад де Чили». Многие фанаты «Католики» были недовольны переходом бывшего капитана и вскоре Ормасабаль на правах аренды перешёл в мексиканский «Дорадос де Синалоа». После возвращения в «Универсидад де Чили» он вновь начал подвергаться давлению со стороны фанатов «Католики».
В 2007 году Патрисио вновь вернулся в родной клуб, но болельщики его не приняли и по окончании сезона он был вынужден уйти в «Уачипато». В 2012 году Ормасабаль завершил карьеру в клубе «Курико Унидо».

## Международная карьера
В 2000 году Ормасабаль в составе олимпийской сборной Чили принял участие в Олимпийских играх в Сиднее. На турнире он сыграл в матчах против команд Марокко, Испании, Нигерии, Южной Кореи, Камеруна и США. В том же году Патрисио дебютировал за сборную Чили.

## Достижения
Командные
 «Универсидад Католика»
- Чемпионат Чили по футболу — Апертура 1997
- Чемпионат Чили по футболу — Апертура 2002

Международные
 Чили (до 23)
- Летние олимпийские игры — 2000